# Engoulevent oreillard
Lyncornis macrotis
Espèce
Synonymes
- Caprimulgus macrotis Vigors, 1831
(protonyme)
- Eurostopodus macrotis (Vigors, 1831)

Statut de conservation UICN

 LC  : Préoccupation mineure
L'Engoulevent oreillard (Lyncornis macrotis) est une espèce d'oiseaux de la famille des Caprimulgidae.
C'est le plus grand des engoulevents au monde.

## Répartition
Cette espèce vit au Bangladesh, au Cambodge, en Chine, en Inde, en Indonésie, au Laos, en Malaisie, au Myanmar, aux Philippines, en Thaïlande et au Vietnam.

## Habitat
C'est un oiseau des forêts tropicales.
On le trouve dans des forêts vierges à proximité de cours d'eau, dans des forêts secondaires, à la lisière des bois, dans des broussailles, dans des clairières et des prairies jusqu'à une altitude de 1000 m.

## Description

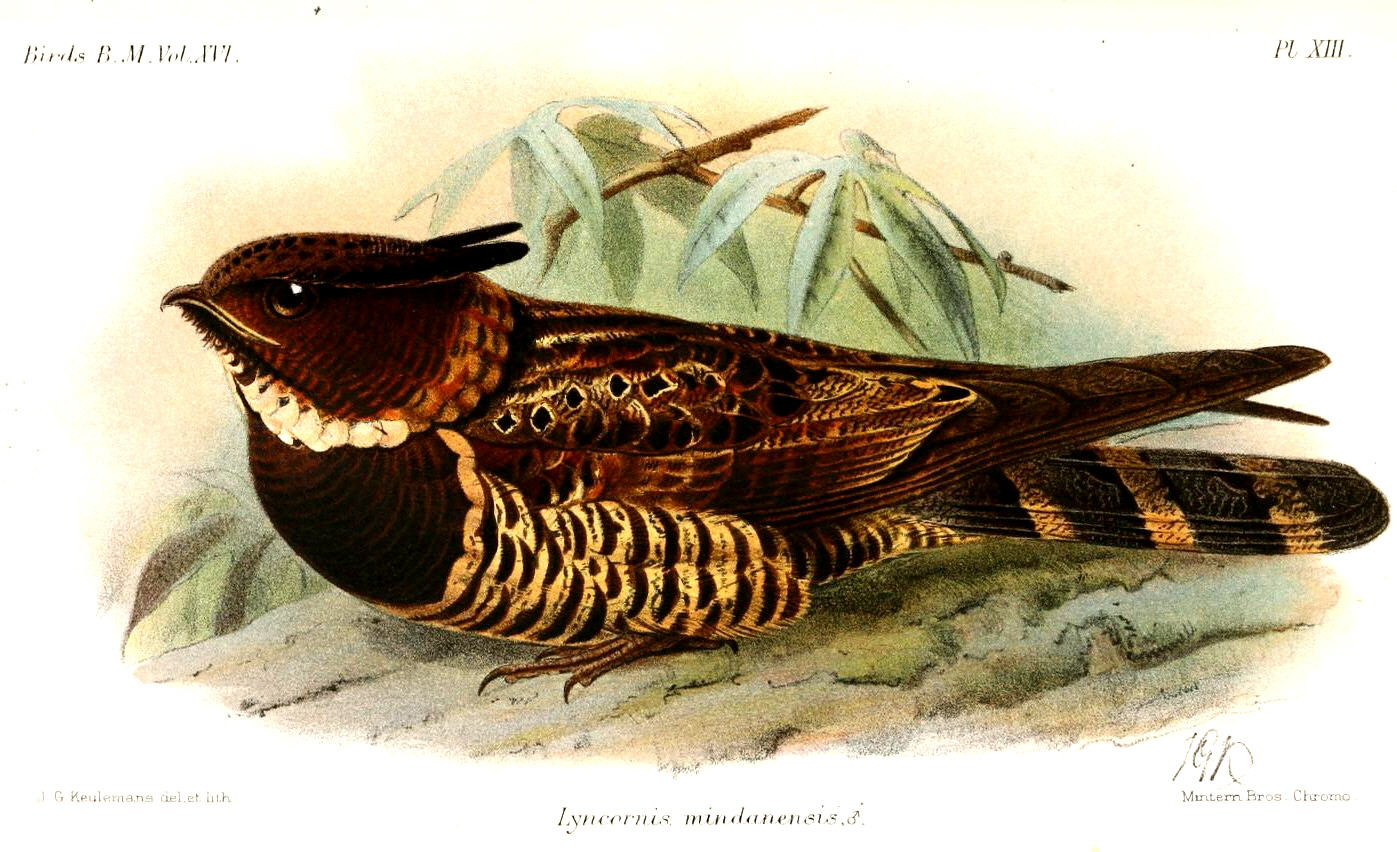
Illustration du catalogue des oiseaux, 1892

L'engoulevent oreillard peut mesurer jusqu'à 40 cm de longueur. Il pèse jusqu'à 150 g.
Il est actif du crépuscule à l'aube. Pendant la journée, il peut se percher à plat le long d'une branche pour se camoufler.

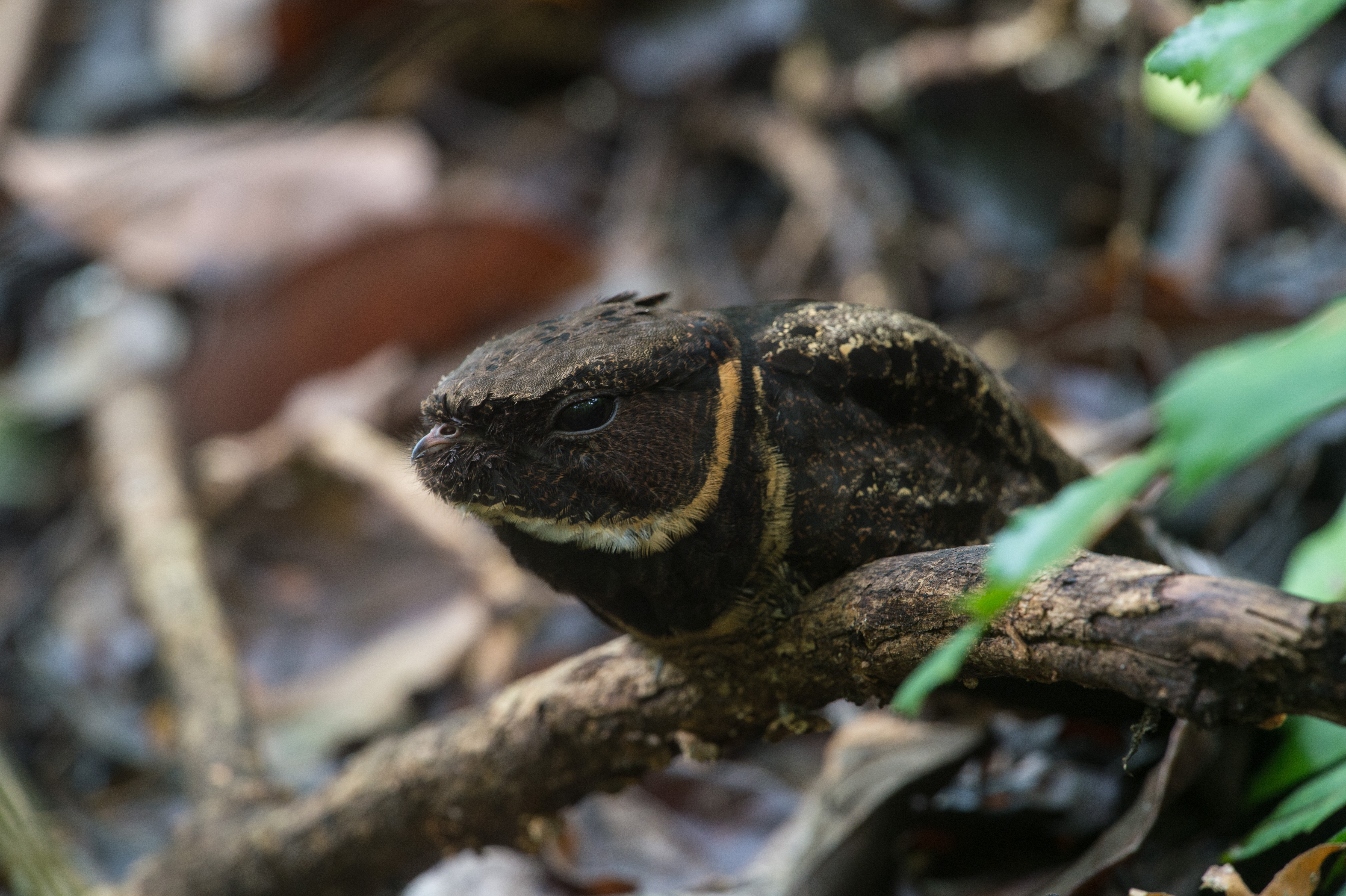
Engoulevent oreillard en Indonésie

On l'appelle en Thaïlande l'oiseau géant qui attrape les moustiques (นกตบยุงยักษ์, nok top yung yak).

## Régime alimentaire
C'est un oiseau nocturne insectivore.
Il mange des papillons de nuit, des coléoptères, des punaises, des cigales et des termites.

## Nidification
L'engoulevent oreillard ne construit pas de nid.
Il dépose directement son unique œuf sur une litière de feuilles mortes ou sur le sol nu, à l'abri dissimulé sous un buisson épais dans une zone légèrement boisée ou dans un massif de bambous d'une jungle de bambous.

## Culture
Dans son roman, « Psychopompe » (2023), Amélie Nothomb s’identifie à un engoulevent oreillard.